# Brenton Wood

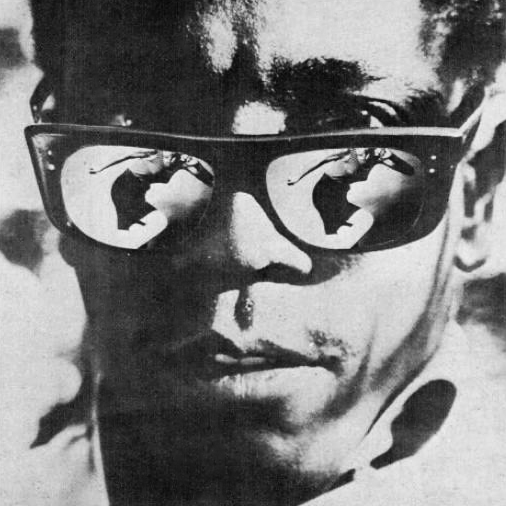
Brenton Wood (1967)

Brenton Wood (* 26. Juli 1941 als Alfred Jesse Smith in Shreveport, Louisiana; † 3. Januar 2025 in Moreno Valley, Kalifornien) war ein US-amerikanischer R&B- und Soul-Sänger und Songwriter. Seine bekanntesten Hits sind The Oogum Boogum Song und Gimme Little Sign aus dem Jahr 1967.

## Werdegang
Geboren 1941 in Shreveport, Louisiana, wuchs Smith in San Pedro (Los Angeles) auf. Nach dem Highschool-Abschluss in Compton studierte er am East Los Angeles College, wo er sich der Musik zuwandte und den Künstlernamen Brenton Wood annahm. Seine Vorbilder waren insbesondere Jesse Belvin und Sam Cooke.
Nach ersten erfolglosen Singles schaffte es The Oogum Boogum Song 1967 auf Platz 19 der Billboard Hot R&B sowie Platz 34 der Hot 100. Die Single Gimme Little Sign erreichte im selben Jahr Platz 19 der R&B- und Platz 9 der Pop-Charts. Mit Baby You Got It folgte Ende 1967 ein weiterer Hit auf Position 34 der Hot 100.
1972 gründete Wood sein eigenes Musiklabel. Ebenfalls 1972 veröffentlichte er den Soul-Song Sticky Boom Boom to Cold Part I and II, dessen Mitautor und Koproduzent er war. 1977 hatte er noch einmal einen Erfolg mit Come Softly to Me, Platz 92 der R&B Charts. Danach erschienen noch vereinzelt Alben und Kompilationen von ihm.
Brenton Wood starb im Januar 2025 in Kalifornien im Alter von 83 Jahren.

## Rezeption
Brenton Woods Hits wurden häufig in Kino- und Fernsehproduktionen eingesetzt und mehrfach gecovert, so zum Beispiel Gimme Little Sign von Ricky Nelson (1977) und Danielle Brisebois (1994).

## Diskografie (Auswahl)

### Alben

#### Studioalben
- 1967: Oogum Boogum – Billboard 200 Platz 184
- 1967: Gimme Little Sign – britische Version von Oogum Boogum
- 1967: Baby You Got It
- 1977: Come Softly
- 1986: Out of the Woodwork – Neuaufnahmen der frühen Hits
- 2001: This Love Is for Real
- 2009: Lord Hear My Prayer

#### Kompilationen
- 1991: Brenton Wood’s 18 Best
- 1999: 18 More of the Best, Vol. 2
- 2000: Better Believe It

### Singles in den Charts
- 1967: The Oogum Boogum Song – Billboard Hot 100 Platz 34; Billboard R&B Platz 19
- 1967: Gimme Little Sign – Billboard Hot 100 Platz 9; Billboard R&B Platz 19; Großbritannien Platz 8
- 1967: Baby You Got It – Billboard Hot 100 Platz 34; Billboard R&B Platz 30
- 1968: Lovey Dovey Kinda Lovin’ – Billboard Hot 100 Platz 99
- 1977: Come Softly To Me – Billboard R&B Platz 92